# Kamásli

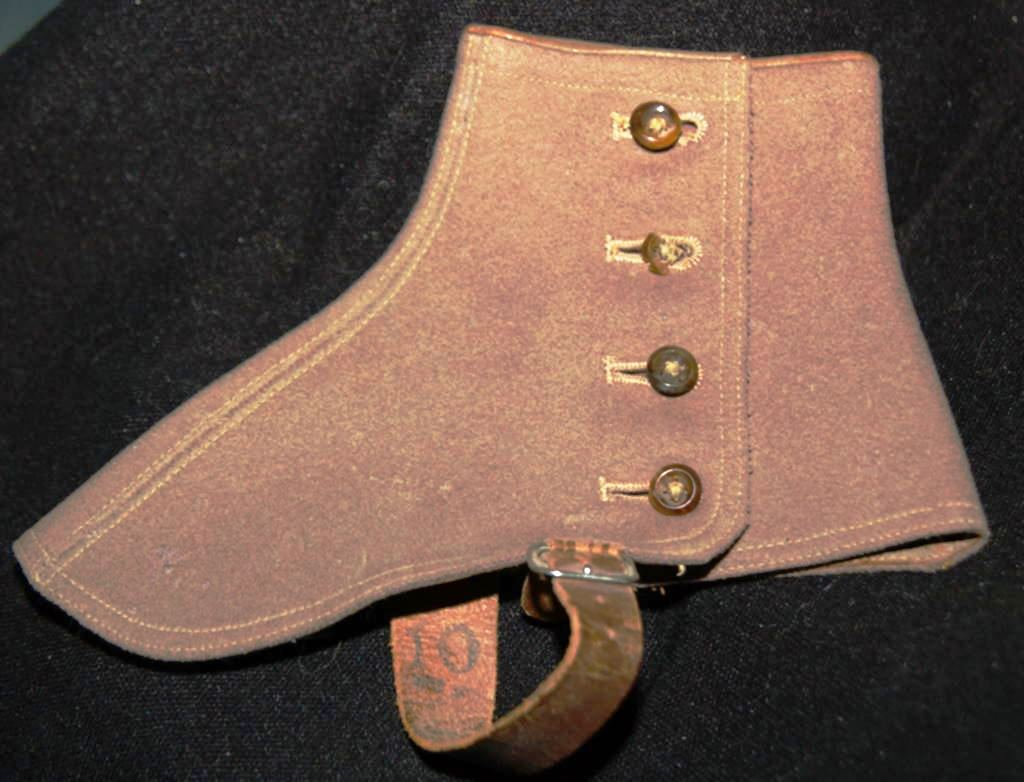
Bal gombolású kamásli.

A kamásli (a német Gamasche vagy Kamaschen szóból) cipővédő ruházati kiegészítő, cipőhuzat. A fű, hó, sár ellen védi a cipő felsőrészét. Általában olyan sportok űzői használják, amelyek során a lábbeli ki van téve e szennyező hatásoknak, így leggyakrabban kerékpáros, illetve sportszaküzletekben kapható.
Anyaga lehet többféle, általában vízálló, bőr vagy műanyag.
A lovassportban is ismert, a lovak szállítása közben a lábuk védelmére szoktak alkalmazni kamáslit.